# Autos Nobel Sud Americana
Autos Nobel Sud Americana Ltda. war ein chilenischer Hersteller von Automobilen.

## Unternehmensgeschichte
Das Unternehmen wurde 1959 in Santiago de Chile gegründet. Der Notar Luis Azócar Alvarez erstellte dazu am 31. August 1959 die Urkunde. Der Spiegel gab an, dass York Noble der Chef war. 1960 begann die Produktion von Automobilen nach einer Lizenz, die entweder direkt von Fuldamobil oder von dessen Lizenznehmer York Noble Industries kam. Das Werk befand sich in Renca. Der Markenname war laut Emblem Nobel Chile, wobei in der Literatur auch die Namen Autobambi, Bambi und Nobel genannt werden. 1961 oder 1962 endete die Produktion.

## Fahrzeuge
Das einzige Modell 200 entsprach weitgehend dem Fuldamobil S-7. Ein Motor von Sachs mit 200 cm³ Hubraum trieb die Kleinstwagen an. Die geschlossene zweitürige Karosserie bestand aus Fiberglas und bot Platz für zwei Personen. Die Türen waren an der B-Säule angeschlagen.